# Jégszfinx
Jules Verne Jégszfinx (A jég-sphinx, A jégsphinx) regénye először a Magasin d'éducation et de récréation folyóiratban jelent meg 1897. január 1. és december 15. között, majd Pierre-Jules Hetzel adta ki Le Sphinx des glaces címmel. Az I. kötet 1897. június 24-én, a II. kötet 1897. november 11-én jelent meg. A regény megírását Verne azóta tervezte, hogy olvasta Edgar Allan Poe Arthur Gordon Pym nantucketi tengerész elbeszélése (1838) elbeszélését.
Verne fontos írónak tartotta Poe-t, akinek írásait Charles Baudelaire fordításából ismerte meg. Az amerikai író lenyűgözte, annyira, hogy az egyetlen írott irodalmi tanulmányát neki szentelte, ez 1864 áprilisában jelent meg a Musée des familles-ben Edgard Poe és művei címmel. Az írásban „nagy amerikai fantasztának” tartott írónál kifogásolja, hogy Poe oly keveset törődik a természettudomány törvényeivel és eredményeivel, nem akarja valószínűvé tenni fantáziája termékeit. Poe fantáziája költői, művész, Verne-é pozitív, tudósi fantázia. Számára a tudomány nem játékszer, hanem a jövő meghatározója. 
A Jégszfinxszel régi adósságot vált be Verne, befejezi Arthur Gordon Pym történetét. A jégszfinx a középkori mondák mágneshegye, a déli delejes pólus, amely annak idején fegyverénél fogva magához rántotta szegény Pymet. Néha szinte filológiai analízissel boncolja Poe könyvét, amely auktorrá, textussá válik számára. Könyvet továbbálmodni Verne-nek kedves feladat, aki Robinson Crusoe témáját is számtalan variációban írta meg. 
„Ki lesz olyan merész, hogy folytatja?" – kérdezte Verne Pym regényével kapcsolatban a már említett tanulmányban 1864 áprilisában. Ő volt az, harminchárom évvel később.

## Tartalom
A történet elbeszélője Jeorling, aki végtelen szabadidejét földtani és ásványtani kutatással tölti, a regény első fejezetében épp Kergula szigetén. Szerencsével feljut a Halbrane vitorláshajóra, amelynek Guy Len a parancsnoka. A hajónak nincs igazán úti célja, a kapitány szeszélye irányítja egyik szigetről a másikra. A vitorlázás alatt kiderül, hogy Guy kapitány nagy rajongója Edgar Allan Poe Pym Gordon Arthur kalandjai regényének. Sőt, a rajongásnál mélyebb kapcsolata is van az elbeszéléssel.
Miközben érintik a Prince Edward-szigeteket, kikötnek Tristan da Cunha szigetén, Verne elmeséli a Pym Gordon történetét. A kapitány és Jeorling lassan összebarátkozik, így amikor a Falkland-szigeteknél Guy úgy dönt, hogy utánajár Pym történetének, Jeorling velük tart. A hajót felkészítik a déli tengereken történő hajózásra, további kiegészítő legénységet is toboroznak.
Sikerrel követik Pym Gordon és társai útját egészen az ismert, feltérképezett helyekig, sőt, azon túl is. Egyre valószínűbbnek tűnik, hogy Poe története igaz, így az expedíció célja az esetleges túlélők felkutatása. A kegyetlen időjárás hajótörést és válogatott szenvedést mér a keresőkre, ám Verne, szokásához híven, és Poe-val szöges ellentétben, nem hagy történetszálat elvarratlanul.
|  | Alább a cselekmény részletei következnek! |

Jeorling lassan befejezi a Kergula-szigetek ásványainak tanulmányozását és tovább hajózna. Szállásadója, Atkins Fenimore azonban óva inti, hogy abban reménykedjen, hogy a hamarosan kikötő Halbrane-nel továbbutazhat, a hajó kapitánya, Guy Len nem szokott utasokat felvenni. S valóban, minden igyekezete ellenére Jeorling lemaradni látszik a hajóról, még Hurliguerly, a Halbrane csónakmestere közbenjárása sem tűnik elégségesnek. Jeorlingnak sikerül Guy kapitánnyal is szót váltania, aki a déli sarktenger említésére váratlanul készségesebbé válik. Amikor kiderül, hogy Jeorling a Connecticutbeli Providence-ben nőtt fel, és ismeri Nantucket szigetét, és ismeri Poe e szigethez kapcsolódó regényét, utasként felveszi a hajójára. Amely a kapitány döntésére az Eduard-herczeg szigetek felé indul, onnan Tristan d'Acunha felé tart.
A hajózás közben a kapitány egyre gyakrabban beszélget Jeorlinggal. Egyetlen témája Poe Arthur Pym regénye. Megpróbálta megkeresni a költőt Amerikában, de épp úgy nem találkozott vele, ahogy nem sikerült Dirk Péter nyomára akadnia sem. Viszont a Kergulákon megtalálta azt a palackba zárt üzenetet, amit Poe regénye is említ. Ennek tartalma alapján a kapitány szerint a Pymet és Dicket megmentő Jane hajó legénysége még életben lehet, Jeorling folyamatosan kétkedik, de csak magában.
A déli vizeken jégtömböket kerülgetve haladnak, az egyik jéghegyen egy halott férfira akadnak. A kapitány Pattersonként azonosítja, aki mellett ott a naplója, de csak az utolsó bejegyzések olvashatók:
„A »Jane«... nyolczvanhárom... itt... tizenegy év óta... Kapitány... öt matróz életben... Jertek... mentsetek meg! … Junius 3-dika óta visz az ár Tsalal szigetétől... A »Jane« kapitánya, Guy Vilmos és... öt matróz még életben... A jégtábla úszik alattam... nincs mit ennem... Junius tizenharmadika óta éhezem... ma 16-dika... közelg a halál...”
Guy Vilmos Guy Len bátyja. A Jane tizenegy éve megfordult Tristan d'Acunha kikötőjében is. A Halbrane, Jeorlinggal a fedélzetén a Falkland szigetek felé indul tovább. Ott úgy dönt, hogy Tsalai szigetekre megy, hogy a Jane esetleg életben maradt túlélőit megmentse, ha kell, kiszabadítsa a bennszülöttek keze közül. Ezért a Halbrane-t megerősítik, raktárkészleteit feltöltik és felvesznek még húsz matrózt, köztük Hunt-ot is.
A Szent-György szigetek után a Sandwich szigetcsoport mellett hajóznak el, követve a Jane útját. Innen az Aurora szigetek felé haladnak, ennek létében Jeorling kétkedik. Egyre délebbre hajóznak. Egy viharban Holt Márton a háborgó tengerbe esik, de Hunt utána ugrik és kimenti. Elérik Bennet szigetét, ahol partra szállva meglelik Jean pár korhadó deszkáját.
Követik Pym leírását, amelyben lassan senki sem kételkedik, így érik el Tsalal szigetét, ahol felfegyverkezve lépnek partra, hogy felderítsék a Pym leírta Klok-Klok városát. A város nem lelik, de számos emberi csont között megtalálják Pym kutyájának, Tigrisnek a réz nyakörvét.
A kapitány feladná Pym és bátyja keresését, de az addig szótlan, emberkerülő és mogorva, de roppant hasznos és segítőkész Hunt szóvá teszi, hogy a feladás Pym elárulása volna. Jeorling és a kapitány kérdéseire akadozva elmondja történetét, melynek végén kiderül, hogy ő valójában Dicrk Péter, Pym barátja, aki utoljára életben látta.
A kapitány délnek tartana, de a legénység egy része, Hearne vezetésével úgy véli, nem erre szerződtek. Az elmérgesedő, lázadássá is válható vitát Jeorling ajánlata oldja meg, aki pénzt ajánl, ha tovább indulnak délre. A hajó halad, az elégedetlenkedőket csak átmenetileg csendesíti el a beígért jutalom. Hunt/Dick megvallja Jeorlingnek, hogy a Jane matrózának, akit feláldoztak és megettek, nem Patterson, hanem Holt Ned az igazi neve, a hajón szolgáló Holt Márton bátyja volt ő.
A Halbrane egy jéghegy víz alatti részén megfeneklik, az ütközésben öt ember odavész. Megpróbálják a hajót visszajuttatni a tengerbe, de egy jégrengés megsemmisíti a Halbrane-t. Szerencséjükre a hajó nagy csónakja, fegyverek, élelmiszer és némi fűtőanyag is megmaradt. A csónak megszerzéséért lázadás tör ki, amit letörnek, pár matróz életét veszti.
A megmaradottak jéghegye negyven mérföldre megközelíti a Déli-sarkot. A tengerre hatalmas köd ereszkedik. Egy szigethez sodródnak, amire azonnal átköltöznek. Hearne és társa lövöldözés és harc árán megkaparintja a csónakot és némi ellátmányt és elmenekül, akarata ellenére magukkal viszik Holt Mártont is. Pár nap múlva magányos csónak tűnik fel, Dirk beúszik érte. Nem a cserbenhagyók csónakja tért vissza, hanem a Jane csónakja, benne az eszméletlen Guy Vilmossal és négy társával.
A két hajótörött csapat együtt száll a Paracuta névre keresztelt csónakba, hogy északnak, szárazföld felé tartson, de legalább egy halászhajóval megmentesse magát. 
Egyik nap nagy, sötét tömeget pillantanak meg, egy hatalmas jéghegyet, amelynek alakja a túlélőket a Szfinxre emlékezteti. A csónak horgonya a jéghegy irányába feszül, a fém tárgyak pedig kirepülnek a Szfinx irányába. Mire sikerül elvágni a horgony kötelét és megszabadulni a vastárgyaktól, oly közel kerülnek a Szfinxhez, hogy meglátják a Halbrane csónakjának roncsát, a vashevederek és -szegek vesztét okozták a lázadóknak. A Szfinx lábánál Dirk felfedezi Pym jéggé fagyott holttestét, szíve meghasad, barátja mellé hanyatlik és meghal.
A tucatnyi életben maradott északnak tart, és pár nappal később megmenti őket a Tasman háromárbócos hajó.
|  | Itt a vége a cselekmény részletezésének! |

## Fejezetek
Első rész
1. A Kerguela-szigetek.
2. A »Halbrane« goélette.
3. Guy Len kapitány.
4. A Kerguela szigetektől az Eduard-herczeg szigetéig.
5. Poë Edgar regénye.
6. »Mint egy önmagától fellebbenő szemfedő.«
7. Tristan d'Acunha.
8. A Falkland-szigetek felé.
9. A »Halbrane« felszerelése.
10. Az út kezdete.
11. A Sandwich-szigetektől a déli sarkkörig.
12. A sarkkör és a jégzóna között.
13. Küzdelem az úszó-jéghegyekkel.
14. Az álomkép hangja.
15. Bennet szigete.
16. Tsalal szigete.

Második rész
1. Hát Pym?...
2. Elhatározták.
3. Az eltünt szigetcsoport.
4. Deczember 29-dikétől január 9-dikéig.
5. Félre-térés.
6. Szárazföld?...
7. A jéghegy összeomlása.
8. A kegyelem-döfés.
9. Mi tevők leszünk?
10. Érzék-csalódások.
11. A köd kellő közepében.
12. A táborozás.
13. Dirk Péter a tengeren.
14. Tizenegy év - dióhéjban.
15. A jégsphinx.
16. Tizenkettő - hetven közül!

## Értékelés
„Ha e sok szörnyűség legközelebbi okát keressük, Edgár Poe-ra és Arthur Gordon Pym kalandjaira kell rámutatnunk, amely pregnáns összefoglalásban, néhány új elemmel megtoldva tálalja föl a XVIII. század tengeri kalandregényeinek borzalmait. A hangulat kétségkívül Poe-é s a regényen megérzik. hogy nincs Verne szívéből írva. De ha már vállalkozott rá, nem marad nagy elődje mögött, sőt, ami az alapötlet meglepő részleteit illeti, eredetibb is tud lenni nála.”

– Hankiss János

## Szereplők
- Jeorling, elbeszélő, geográfus, ásványkutató
- Atkins Fenimore, a Zöld Cormoran kocsma tulajdonosa a Kerguela-szigeten,
- Glasz, a Tristan d'Acunha kormányzója
- Guy Len, a Halbrane kapitánya,
- West Jem, a Halbrane hadnagya
- Hurliguerly, a Halbrane csolnakmestere
- Holt Márton,  a Halbrane vitorla-mester
- Hardie, a Halbrane hajótatarozó (hajóács)
- Rogers, a Halbrane matróza
- Drap, a Halbrane matróza
- Francis, a Halbrane matróza
- Gratian, a Halbrane matróza
- Bury, a Halbrane matróza
- Stern, a Halbrane matróza
- Endicott, a Halbrane szerecsen szakácsa
- Hunt, a Halbrane Falkland-szigeteken felvett matróza
- Hearne, a Halbrane Falkland-szigeteken felvett matróza, cethalász
- Tsalemon, a bennszülöttek uralkodója
- Nu-Nu, bennszülött, hadifogoly
- Too-Wit, bennszülött főnök

Poe könyvének szereplői, akik közül néhány Verne regényében is feltűnik:
- Pym Gordon Arthur
- Barnard Ákos, a Grampus kapitányának fia, Pym barátja
- Dirk Péter, a Grampus matróza
- Parker Richard, a Grampus matróza
- Tigris, Pym kutyája

- Guy Vilmos, a Jane kapitánya
- Patterson, a Jane hadnagya
- Parker, a Jane matróza
- Holt Ned, a Jane matróza
- Trinkl vagy Trinche, a Jane matróza
- Róbert vagy Roberts vagy Robert, a Jane matróza
- Covin vagy Corvin, a Jane matróza
- Allen, a Jane matróza
- Forbes vagy Forber, a Jane matróza
- Lexton, a Jane matróza

## Hajók
- Grampus, a hajó, amin Pym Arthur elrejtőzik, amelynek Barnard Ágoston apja a kapitánya,
- Jane, a hajó, amely Pym Arthurt és Dick Pétert megmenti, Guy Vilmos kapitány irányítása alatt
- Halbrane, a hajó, amellyel az elbeszélő Jeoling és Guy Len kapitány Pym Arthur megtalálására indul
- Paracuta, a Jane csónakjának neve, amely kétszer is megsegíti a hajótörötteket
- Tasman, az összes hajótörött végső megmentője

## Poë Edgar regénye[7]
|  | Alább a cselekmény részletei következnek! |

Poë úgy beszéli el a dolgot, mintha a déli sark vidékéről hazatért Pym maga mesélte volna el.
Pym Gordon Arthur Nantucketben született, s tizenhat éves koráig New-Bedfordban tanult. Egyetemi hallgató korában egy tengerész-kapitány fiával Barnard Ágosttal, barátkozott meg.
Pym egy nap elrejtőzött a »Grampus« nevű hajón, amelynek kapitánya barátja apja volt, vele volt Tigris nevű kutyája is. A kialakított rejtekhelyen elfogyott a víz, Pym és kutyája is kiszáradt, elájult. Ágost nem tudta őket felkeresni, mert apja, a kapitány minden lépését figyelte. Amikor Pym magához tér, a halottnak tűnő kutyája nyakörvén talál egy cédulát, amit egyetlen gyufája fényénél rosszul tud elolvasni:
»... vér!... maradj a rejtekhelyen... az életed függ attól...«
Pár óra múlva Ágostnak sikerül Pymhez és a kutyához eljutnia, hoz vizet, élelmet és a következőket meséli. A »Grampus« fedélzetén harminczhat ember volt, indulás után három nappal a legénység fellázadt a kapitány ellen. A kapitányt és négy matrózt a Bermudák egyik szigetén kitették, a kapitány fiának az életét egy Dirk Péter nevű matróz mentette meg. A »Grampus« kalózhajóként folytatta útját. Ágostont megkötözték, de kiszabadította magát, ő írta az üzenetet:
»A tinta, melylyel irok, vér... maradj rejtekhelyeden... életed függ attól.«
A matrózok két pártra szakadtak, véres verekedés lőn, így már csak tizenhárom ember maradt a hajón. Egy átvészelt vihar után Pym egy halott matróz ruhájában megjelenve segít barátjának és híveinek az ellenük szövetkezők likvidálásában. Négyen maradtak csak életben: Pym Arthur, Dirk Péter, Barnard és egy Parker Richard nevű matróz, valamint Tigris, a kutya.
A hajó irányítatlanul vergődik, éhség és szomjúság gyötri a legénységet, amely sorsolással feláldozza és megeszi Parkert. Pár nap múlva Ágoston is meghal. A hajó elsüllyed, Dirk Pétert és Pym Arthurt a »Jane« nevű angol hajó menti meg, Guy Vilmos a hajó kapitánya.
A »Jane« az Eduard-herczeg-, Crozet- és Kerguela-szigeteken át a Tristan d'Acunha felé vezet. Innen az Aurora szigetek felé indul tovább. Mélyen délen egy szigetre bukkannak, amelynek Tsalai a neve. Ezen fekete arcbőrű emberek laknak, akik irtóznak a fehér színtől. A sziget fővárosa a tízezer lakosú Klok-Klok. Aránylag békésen eltöltött idő után a bennszülöttek megtámadják a hajót, az felrobban, Pym és Dick a szigeten reked, ahol hajtóvadászatot indítanak utánuk. 
Pár nap után sikerül egy csónakot ellopva elmenekülniük. A tengerár dél felé viszi őket, a víz egyre melegebb, sok szigetet is látnak, de nem tudnak kikötni. 
Tizenkét nappal utóbb vaksötétség borult a tengerre, olykor-olykor vakító fehér fény áradt le az égből, s a csolnakot villámgyorsan vitte a tenger árja... Majd ritkult a ködfátyol s légies, kisértetes alakok rajzottak, imbolyogtak a hig levegőben. … A szédítő gyorsasággal röpülő csolnak egy vizzuhatag örvénye felé közeledett. Oly nagy volt az, mintha az égből a földre zuhanna alá a tajtékzó tenger.
Midőn e vizzuhatag karjába fogta a csolnakot... ime a szétfoszló ködből hófehér, óriás alak vált ki, arczát sűrű fehér fátyol borította... 
|  | Itt a vége a cselekmény részletezésének! |

## Érdekességek
- Három másik Verne-regényről mondható ki egyértelműen, hogy tisztelgés egy másik regény és annak szerzője előtt: A Robinsonok iskolája (1882) Daniel Defoe: Robinson Crusoe (1719), a Sándor Mátyás (1885) Alexandre Dumas: Monte Cristo grófja (1844) és az Új hazában (1900) Johann David Wyss: Robinson család (regény, 1812) (1812) műve előtt.
- A legismertebb Verne-regény, amelyben eltűnt embert keresnek, a Grant kapitány gyermekei.
- Pym kutyája, Tigris. Poe művében azt követően, hogy Pym és Dick Péter legyőzte a bennszülötteket, Tigris már nem szerepel. Verne-nél azonban felbukkan Tsalal szigetén. Ez azt jelenti, hogy a kutyának ott kellett lennie a Grampus roncsain is, amikor Pattersont ölték és ették meg – a kutya helyett.
- Az 1993-ban készült Tiltott kutatás ál-dokumentumfilm ötletét és számos elemét Poe Pym Arthur és Verne Jégszfinx regényéből vették.
- Verne Hatteras kapitány regényében az Északi-sark meghódítására törnek. A Jégszfinxszel számos hasonlóságot találunk az akkor még ismeretlen területekkel kapcsolatban. Mindkét póluson nyílt tengerről ír Verne, amelyen szigetek, tűzhányók találhatók.
- A mágneses pólus minden olyan Verne-regényben megemlítődik, amely az északi sarkkörön túl játszódik, például a Hatteras kapitány, A prémvadászok, A mágnesesség, az Utazás a Föld középpontja felé c. művekben is fontos szerepet kap.

## Magyar kiadások
- Sachs–Pollák, Bp., 1899, fordító: Bethlen Oszkár[8]
- Franklin-Társulat, Budapest, 1899, fordító: Gaál Mózes[9]
- Magyar Kereskedelmi Közlöny fordító: Mikes Lajos, illusztráció: Geiger Richard[9]
- Unikornis, Budapest, 1999, ISBN 9634273149[9]
- Holnap, Budapest, 2013, fordító: Majtényi Zoltán, illusztráció: Lévay Tamara, ISBN 9789633490495[9]